# Le Prisonnier
Cet article concerne la série télé originale de 1967. Pour son remake, voir Le Prisonnier.
Pour les articles homonymes, voir The Prisoner (homonymie).
Le Prisonnier (The Prisoner) est une série télévisée britannique en dix-sept épisodes de 52 minutes, créée par l'écrivain et ancien agent des services secrets George Markstein et Patrick McGoohan, acteur principal, scénariste et producteur délégué de la série. En version originale, elle a d'abord été diffusée au Canada à partir du 5 septembre 1967 sur le réseau CTV, puis au Royaume-Uni du 29 septembre 1967 au 1er février 1968 sur le réseau ITV.
Au Québec, elle a été diffusée à partir du 4 septembre 1967 à la Télévision de Radio-Canada.
Présentée initialement comme un thriller, du même moule que la série précédente avec Patrick McGoohan, Destination Danger (Danger Man en Angleterre ; Secret Agent en Amérique du Nord), Le Prisonnier utilise les « ficelles » du roman d'espionnage, teintées de science-fiction, d'allégorie et de drame psychologique. Le contexte de la Guerre froide, la combinaison des thèmes de la contre-culture des sixties et sa mise en scène surréaliste ont fait du Prisonnier une série qui a influencé la production des programmes de science-fiction, de fantastique, et la culture populaire en général,.

## Synopsis

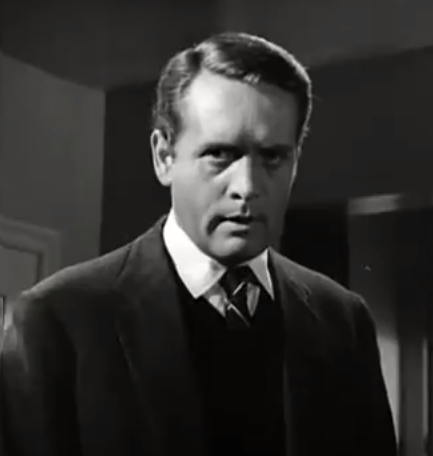
Patrick McGoohan incarne le « Numéro 6 ».

Un agent attaché à un service du renseignement britannique démissionne brutalement de son poste et se dirige vers son appartement londonien au volant de sa Lotus Seven. Il est suivi et, alors qu'il fait ses valises pour quitter la ville, un gaz anesthésiant est diffusé par la serrure de son appartement. À son réveil, il se trouve séquestré dans un lieu étrange, le « Village (en) » dont les habitants (anciens espions et activistes tous vêtus d'habits colorés similaires) obéissent à un comportement moutonnier et semblent accepter leur sort d'internés. Un badge numéroté sur la poitrine identifie ces habitants. L'homme est désormais le Numéro 6. Ce lieu de villégiature pittoresque mais aseptisé est dirigé par le Numéro 2 qui veut soutirer à Numéro 6 des renseignements sur les raisons de sa démission. Ce dernier refuse de porter le badge qui indique son numéro, de donner les raisons de sa démission, et se rebelle contre ce milieu carcéral. Multipliant en vain les tentatives d’évasion et cherchant à subvertir les activités collectives (carnaval, jeu d'échecs, concours d'artisanat…), il veut savoir qui est le Numéro 1 et se déclare libre envers et contre tout.

## Distribution

### Acteur principal
- Patrick McGoohan (VF : Jacques Thébault) : Numéro Six

### Acteurs secondaires
- Angelo Muscat : le maître d'hôtel
- Peter Swanwick : le superviseur
- Denis Shaw : le magasinier
- Fenella Fielding : l'annonceur / le téléphoniste (voix)

### Les Numéro 2
- George Baker
- David Bauer
- Patrick Cargill
- Georgina Cookson
- Guy Doleman
- Clifford Evans
- Colin Gordon
- Kenneth Griffith
- Rachel Herbert
- Leo McKern (VF : Louis Arbessier)
- Mary Morris
- Derren Nesbitt
- Eric Portman
- Robert Rietti (voix)
- Anton Rodgers
- JohnJohn Sharp
- André van Gyseghem
- Peter Wyngarde

### Invités
- Annette Andre
- Sheila Allen
- Niké Arrighi
- Michael Balfour
- Kenneth Benda
- Christopher Benjamin
- Michael Billington
- Michael Bilton
- Peter Bowles
- Angela Browne
- James Bree
- Michael Brennan
- Earl Cameron
- Annette Carrell
- John Castle
- Dennis Chinnery
- Michael Chow
- George Coulouris
- Rosalie Crutchley
- Hilary Dwyer
- Paul Eddington
- Mark Eden
- Max Faulkner
- Ian Fleming
- Valerie French
- Nadia Gray
- Lucy Griffiths
- John Hamblin
- Basil Hoskins
- Peter Howell
- Patricia Jessel
- Alf Joint
- Alexis Kanner
- Katherine Kath
- Gertan Klauber
- Lloyd Lamble
- Jon Laurimore
- George Leech
- Charles Lloyd-Pack
- Justine Lord
- Duncan Macrae
- Victor Maddern
- Virginia Maskell
- John Maxim
- Betty McDowall
- Jane Merrow
- Martin Miller
- Norman Mitchell
- Aubrey Morris
- Bartlett Mullins
- David Nettheim
- Michael Nightingale
- Frederick Piper
- George Pravda
- Keith Pyott
- Ronald Radd
- Hugo Schuster
- Donald Sinden
- Patsy Smart
- Nigel Stock
- Kevin Stoney
- Larry Taylor
- Wanda Ventham
- Zena Walker
- Norma West
- Alan White

## Production

### Tournage

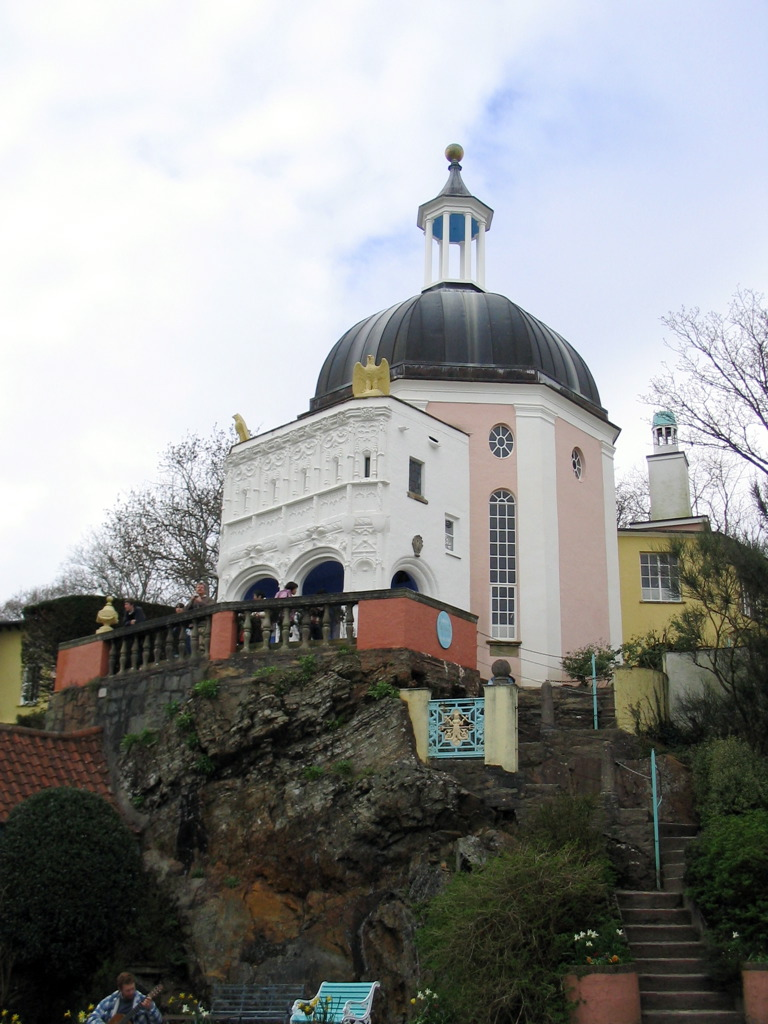
Le Dôme vert, à Portmeirion, servant de décor pour la résidence du no 2 dans la série.

Le tournage a lieu à Portmeirion, au nord-ouest du pays de Galles, où se trouve le Dôme vert (The Green Dome), ainsi qu'en Angleterre, précisément à Borehamwood pour les studios britanniques de MGM et à Londres pour l'abbaye de Westminster et le palais de Buckingham, en passant le cap Béveziers, dans le Sussex de l'Est.

### Fiche technique
Sauf indication contraire, les informations mentionnées dans cette section peuvent être confirmées par la base de données cinématographiques IMDb,  présente dans la section « Liens externes ».
- Titre original : The Prisoner
- Titre français : Le Prisonnier
- Création : George Markstein et Patrick McGoohan
- Casting : Rose Tobias Shaw
- Réalisation : Don Chaffey, Lewis Greifer, Gerald Kelsey, Patrick McGoohan, Pat Jackson, David Tomblin, Robert Asher et Peter Graham Scott
- Scénario : Michael Cramoy, Terence Feely, Patrick McGoohan, Roger Parkes, Anthony Skene, Vincent Tilsley, David Tomblin et Roger Woddis, d'après une histoire de David Tomblin suivant une idée de Frank Maher
- Musique : Robert Farnon et Wilfred Josephs
- Direction artistique : Jack Shampan
- Décors : n/a
- Costumes : n/a
- Photographie : Brendan J. Stafford
- Son : [ingénieur du son]
- Montage : Noreen Ackland, Eric Boyd-Perkins, Lee Doig, Geoffrey Foot, Spencer Reeve et John S. Smith
- Production : David Tomblin
- Production déléguée : Patrick McGoohan
- Sociétés de production : Everyman Films et Incorporated Television Company (ITC)
- Société de distribution : ITV Studios
- Pays de production :  Royaume-Uni
- Langue originale : anglais
- Format : couleur
- Genre : drame, énigme, fiction
- Nombre de saisons : 1
- Nombre d'épisodes : 17
- Durée : 52 minutes
- Dates de sortie :
  - Québec : 4 septembre 1967 sur Télévision de Radio-Canada[4] (première diffusion mondiale)
  - Royaume-Uni : 29 septembre 1967 sur ITV
  - France : 18 février 1968 sur la deuxième chaîne de l'ORTF

## Diffusion

### En France
En France, la série a été achetée par Pierre-André Boutang et diffusée dans son émission Nouveau Dimanche à partir du 18 février 1968 sur la deuxième chaîne de l'ORTF, mais sans les 13e, 14e et 15e épisodes. L'ultime épisode a été diffusé en France, le 12 mai 1968. Sur les quatorze épisodes doublés, seuls treize ont été diffusés, ce qui était courant à l'époque. Une première rediffusion l'été 1971, puis l'été 1972, ne concerne que quelques épisodes, dont certains ont été rediffusés en 1975-1976 dans Samedi est à vous sur TF1, puis sur la même chaîne en semaine l'après-midi en mars avril 1977.  Alain Carrazé, qui collabore à l'émission Temps X, convainc les producteurs de racheter les droits de la série.
- Rediffusion des treize épisodes et de l'avant-dernier (resté inédit), du 3 mai 1983[11] à mars 1984[12] dans l'émission Temps X sur TF1, puis de septembre à décembre 1986[13] chaque samedi vers minuit sur TF1.
- Rediffusion des sept premiers épisodes de janvier au 13 février 1988[13] à 20 h 40 en prime time, puis d'avril à mai 1988[13], et les épisodes restants de fin novembre 1988 à février 1989[13] sur M6.
- Rediffusion du 10 mars au 23 juin 1990[13] sur M6.
- Rediffusion intégrale et diffusion des trois épisodes restés inédits du 7 janvier[14] au 29 avril 1991[15] sur M6.
- Rediffusion intégrale à partir du 14 mars 1993[15] sur Série Club.
- Rediffusion intégrale du 7 octobre 2000[16] au 3 février 2001[17] sur France 3.
- Rediffusion intégrale à partir du 25 juillet 2010 sur Arte.
- Rediffusion intégrale à partir du 26 novembre 2017 sur Eurochannel à l'occasion du 50e anniversaire de la série avec présentation de chaque épisode par Alain Carrazé[18].
- Rediffusion intégrale les mercredis à partir du 5 août 2020 sur Paris Première.

## Épisodes

### Ordre des épisodes
Les amateurs de la série ne s'entendent pas sur l'ordre à considérer lors de la diffusion. Plusieurs tentatives ont été faites pour déterminer un ordre universel, sans succès, étant donné que les diffuseurs, les propriétaires de la série, les créateurs et les amateurs ont un ordre bien à eux.
La série comporte 17 épisodes, bien que Patrick McGoohan n'en ait prévu que sept. Pour favoriser sa vente aux États-Unis, le producteur Lew Grade (en) demanda qu'elle en comporte 26, standard requis par les chaînes de télévision de l’époque. Les décideurs de l'époque s’accordèrent finalement sur 17. Il y a cependant toujours un débat pour savoir si l’arrêt de la série fut le résultat d’un accord mutuel entre les parties ou si la série fut purement et simplement arrêtée.

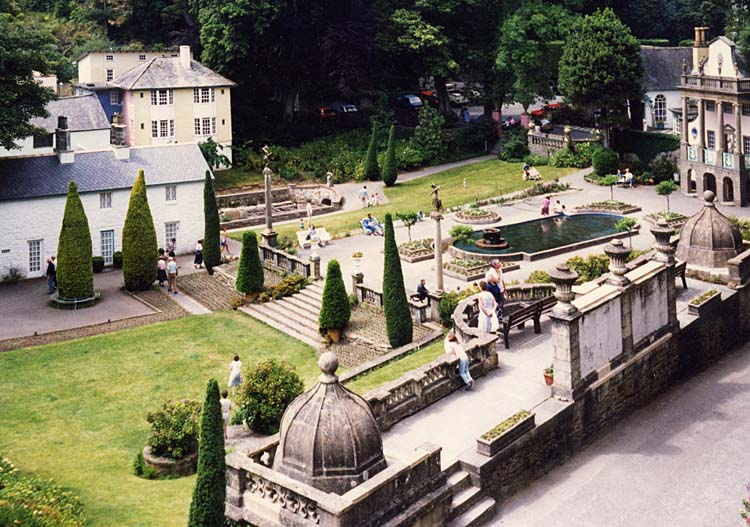
Portmeirion : vue de la place centrale.

McGoohan a déclaré que l'essence de la série se trouvait dans les 7 épisodes suivants : 
1. L'Arrivée (Arrival, épisode 1)
2. Le Carillon de Big Ben (The Chimes of Big Ben, épisode 2)
3. Liberté pour tous (Free for All, épisode 4)
4. Danse de mort (Dance of the Dead, épisode 8)
5. Échec et mat (Checkmate, épisode 9)
6. Il était une fois (Once Upon a Time, épisode 16)
7. Le Dénouement (Fall Out, épisode 17)

## Accueil
La série a été très bien accueillie par la critique. L'œuvre est devenue une série culte au point d'être très rediffusée, de faire l'objet de publications régulières et de rééditions sur différents supports, et de voir naître son premier club d'admirateurs une dizaine d’années après sa diffusion. Ainsi, selon le journaliste Pierre Sérisier, « jamais une œuvre télévisuelle n’a été, comme Le Prisonnier, autant documentée, commentée et analysée par une communauté d’admirateurs ».
Elle a essuyé cependant quelques critiques négatives. Le dénouement qui révèle que le « numéro 1 » est en fait le « numéro 6 », fait l'objet de controverses : il déroute les spectateurs dont la furie incite McGoohan à déscolariser ses enfants puis à s'exiler dans les montagnes avec sa famille ; le co-créateur George Markstein, écarté par McGoohan, considère que ce final est en complète contradiction avec le reste du récit. Selon le professeur d'histoire culturelle Jean-Paul Gabilliet, la défiance de McGoohan envers les femmes s'exprime dans la teneur ouvertement sexiste de la série où aucun personnage féminin n'a de rôle positif.

## Univers de la série

### Distribution et personnages
- Le personnage principal : le Numéro six interprété par Patrick McGoohan (VF : Jacques Thébault) :
- Les personnages récurrents : Le maître d'hôtel (Angelo Muscat) et Le superviseur (Peter Swanwick (en))
- Les « Numéro 2 » : Le Numéro deux, qui échoue à obtenir des renseignements du Numéro six, est remplacé et interprété par un comédien différent à chaque épisode. Toutefois, certains acteurs tiennent ce rôle à plusieurs reprises.

### Éléments caractéristiques

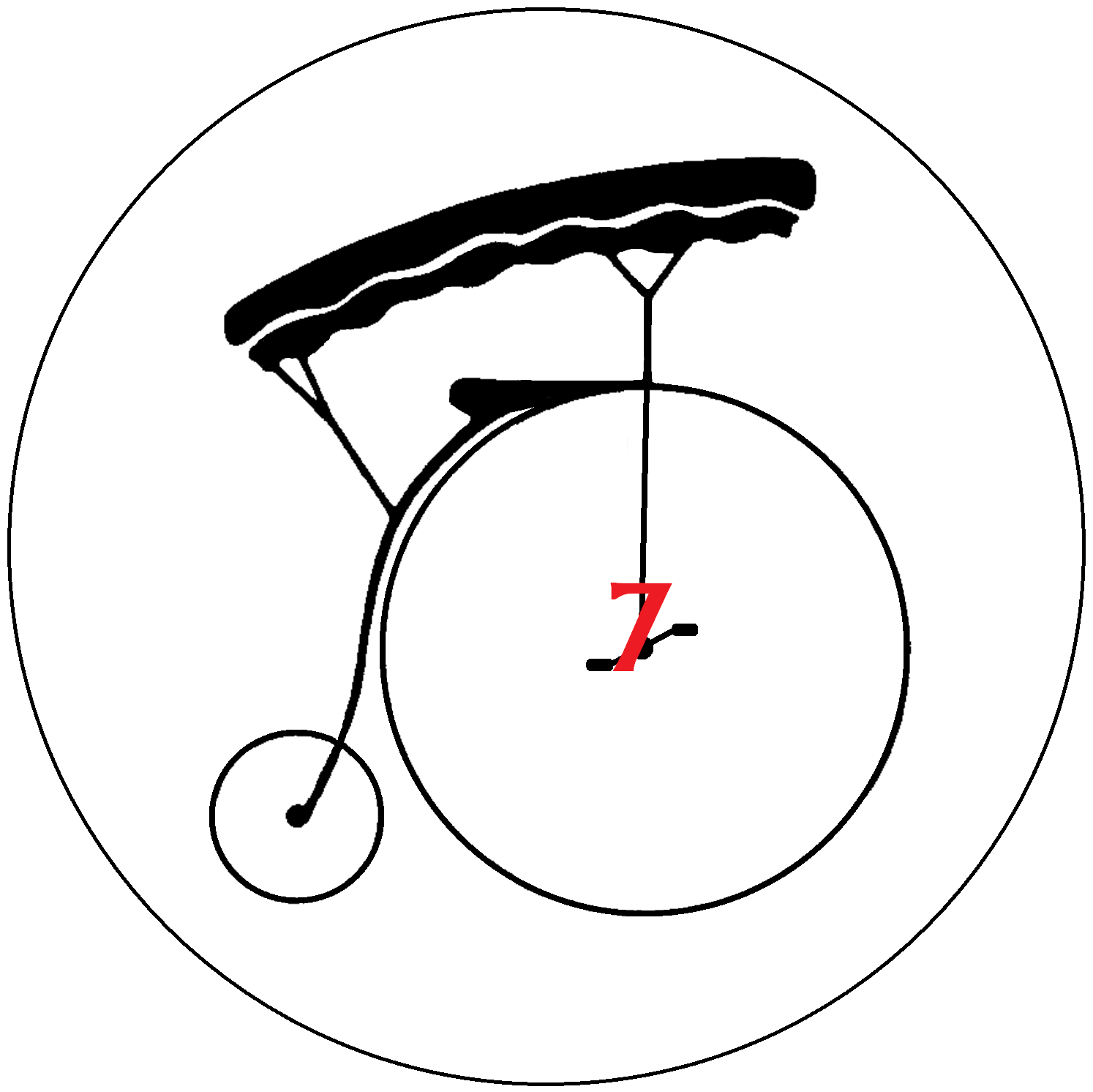
Badge type porté par les habitants du village indiquant leur numéro (ici, le numéro 7).

Au Village, les habitants n’ont plus de nom mais un badge avec un numéro. Les épisodes laissent entendre que le numéro 1 a le pouvoir absolu, même si, dans les nombreux mystères posés par le dénouement, on peut venir à en douter[réf. nécessaire].

#### Générique

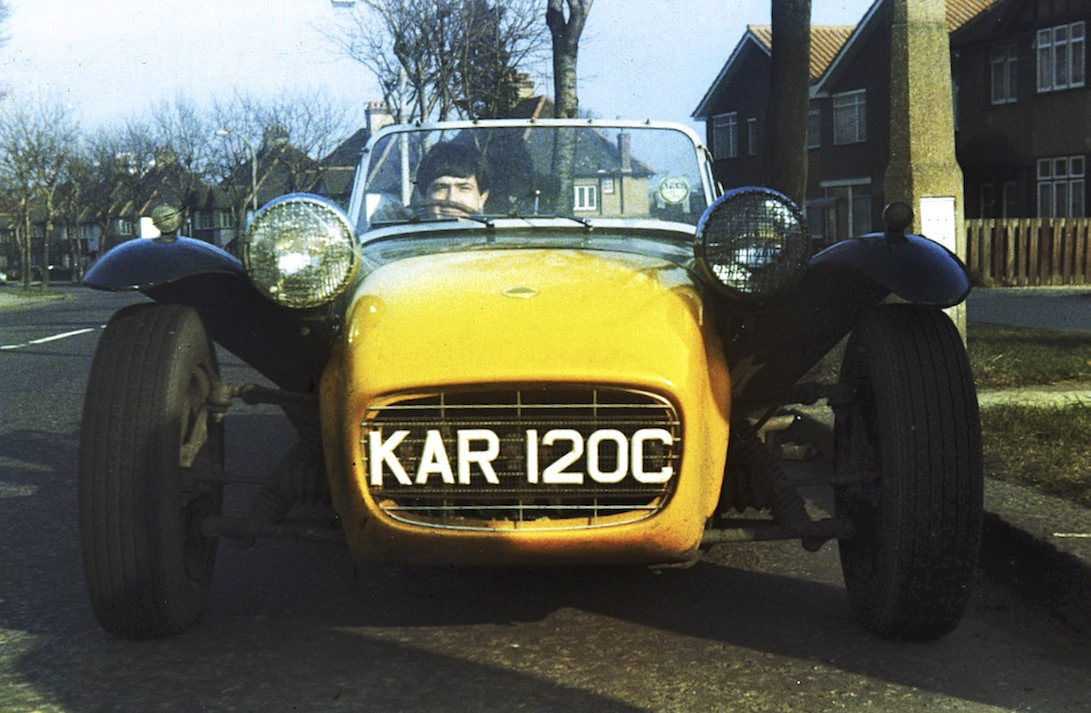
La Lotus Seven utilisée par Le Prisonnier dans le générique de la série.

Le générique a été orchestré par Ron Grainer, choisi par McGoohan lui-même, vers le mois de février 1967. Albert Elms fut chargé de concevoir d'autres musiques d'accompagnement, depuis les morceaux les plus langoureux jusqu'aux plus inquiétants, Grainer étant trop occupé pour les composer lui-même.

#### Séquence d'ouverture
« Les séquences d'ouverture et de clôture des épisodes du Prisonnier sont emblématiques de la série. »

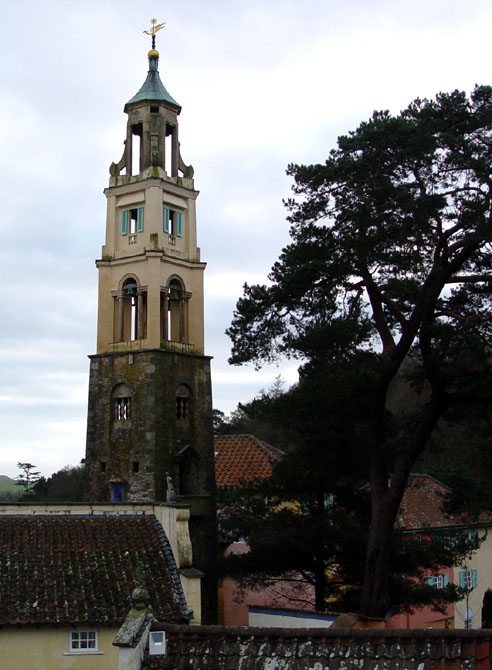
Portmeirion : le clocher. Dans le premier épisode, c'est là que Numéro 6 se rend compte qu'il se trouve dans un endroit isolé et - peut-être - prisonnier.

Elles débutent sur un ciel nuageux, accompagné du bruit du tonnerre, qui se transforme en bruit d'un moteur à réaction. Alors que le thème musical commence, la vue du ciel se dissipe pour laisser apparaître un homme (Patrick McGoohan, le futur Numéro 6), au volant de sa Lotus Seven jaune et verte, immatriculée KAR120C, roulant à grande vitesse sur une route déserte (la scène a en fait été tournée sur Santa Pod Raceway (en), une piste de dragsters aménagée sur l'ancienne base de la RAF de Podington (en)).
Il passe près du palais de Westminster (à Londres) et entre dans un parking souterrain (le Park Westminster, situé au 5 ou 7 Great College Street à Londres).
Il pénètre d'un air décidé dans le bâtiment par une double porte indiquant la sortie (Way Out), progresse à grands pas dans un long couloir étroit et sombre menant à une autre série de doubles portes et, les ouvrant violemment, il entre dans un bureau derrière lequel est assis un bureaucrate.
Très agité, il exprime sa colère (inaudible, couverte par le bruit du tonnerre) à l'homme derrière le bureau et dépose sèchement une enveloppe portant la mention « Personnel et confidentiel, en main propre » (« Private, Personal, By Hands ») - sans doute sa démission - et frappe le bureau avec son poing, faisant sauter la soucoupe sur laquelle se trouve une tasse de thé. L'homme derrière le bureau (George Markstein) ne le regarde même pas et semble jongler avec un stylo ; rien n'indique qu'il ait écouté ce qui lui a été dit.
L'homme en colère, à nouveau au volant de sa Lotus, rentre à son domicile  en empruntant The Mall, sans s'apercevoir qu'il y est suivi par un corbillard, immatriculé TLH858. Pendant ce temps, dans un lieu inconnu rempli de classeurs, un système automatisé barre la photo de l'homme avec une croix composée des lettres X, dépose la photo et son dossier dans un tiroir étiqueté « Démissions ».
Toujours suivi par le corbillard et après avoir garé son véhicule sur Buckingham Place, l'homme pénètre dans son appartement au numéro 1, prend rapidement une valise, et range dans une mallette son passeport et des prospectus faisant apparaître des lieux de villégiature exotiques ; on aperçoit sur l'un des documents une plage avec un cocotier. Il semble s'apprêter à partir en vacances.
Le corbillard s'arrête et un homme habillé en croque-mort s'approche de la porte d'entrée. À travers la serrure, il inonde la pièce de volutes de fumée, le gaz rend l'homme inconscient. La dernière chose qu'il voit, par sa fenêtre, sont des immeubles (the View SW1). Il s'ensuit un fondu au noir (lors de certaines diffusions, ce passage faisait l'objet d'une pause commerciale).
Le héros se réveille dans un lieu apparemment identique, se lève, marche droit vers la fenêtre, regarde dehors, mais la vue a changé : il découvre un village, « Le Village ». À travers la fenêtre va se superposer le titre de l'épisode. Dans tous les épisodes sauf quatre, un montage de plans montre le prisonnier en train de courir du Village à la plage, accompagné du dialogue suivant :

« – Où suis-je (Where am I?)

– Au Village. (In the Village.)

– Qu'est ce que vous voulez ? (What do you want?)

– Des renseignements. (Information.)

– Dans quel camp êtes-vous ? (Whose side are you on?)

– Vous le saurez en temps utile... Nous voulons des renseignements, des renseignements, des renseignements... (That would be telling... We want information, information, information...)

– Vous n'en aurez pas ! (You won't get it!)

– De gré ou de force, vous parlerez. (By hook or by crook, we will.)

– Qui êtes-vous ? (Who are you?)

– Je suis le nouveau Numéro 2. (The new Number Two.)

– Qui est le Numéro 1 ? (Who is Number One??)

– Vous êtes le Numéro 6. (You are Number 6.)

– Je ne suis pas un numéro, JE SUIS UN HOMME LIBRE !  (I am not a number, I AM A FREE MAN!)

– (Rire inquiétant) »

#### Logo
Le grand-bi fut choisi par Patrick McGoohan pour contrebalancer l'ambiance futuriste de la série ; le grand-bi est comme un regard sur le passé, accentuant l'intemporalité. D'après la fin du générique des versions alternatives des épisodes L'Arrivée et Le Carillon de Big Ben, la petite roue du grand-bi symbolise la Terre et la grande roue l'Univers.

#### Le Village

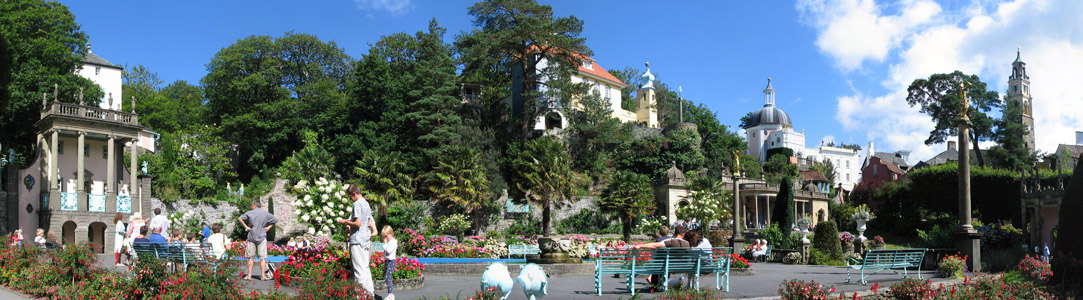
Vue panoramique de la place principale à Portmeirion.

Le lieu du tournage est le village de Portmeirion, au nord-ouest du pays de Galles, créé par l'architecte Sir Clough Williams-Ellis. Les styles espagnol, autrichien, italien et néoclassique y sont représentés.
La fanfare du Village défile à de nombreuses reprises autour du terre-plein central en interprétant, entre autres, la Marche de Radetzky, de Johann Strauss père.
Le spectateur est, en réalité, incapable de situer le Village, même de façon approximative. Il apparaît successivement comme situé en Lituanie, près de la frontière polonaise ou sur une île au large du Maroc.

#### Le «Ballon gardien» dit le Rôdeur
L'énorme ballon blanc qui intervient lors des tentatives d'évasion pour neutraliser ou étouffer les récalcitrants est en réalité un ballon-sonde de météorologie. Au départ, le gardien devait être un petit véhicule télécommandé surmonté d'un gyrophare avec des boudins gonflables à la base. Difficile à manœuvrer, très bruyant et peu impressionnant, il a fini noyé par de l'eau de mer. L'équipe eut alors l'idée originale d'un rôdeur (en) (Rover dans la VO), conceptuel : un gros ballon blanc minimaliste sans aucun mécanisme, qu'un rugissement en post-synchronisation rend vivant et terrifiant. Plusieurs membres de l'équipe, y compris Patrick McGoohan, en ont revendiqué la paternité.

### Version française
Patrick McGoohan est doublé par le comédien français Jacques Thébault. Dans la version anglaise, les habitants du village se saluent par un « Be seeing you » que l'on peut traduire par « À bientôt ! ». Pour la version française, Thébault propose la traduction « Bonjour chez vous ! », une formule popularisée par  Francis Blanche à la radio lors de ses canulars téléphoniques[réf. nécessaire].

## Censure française
Lors de sa première diffusion en France, au printemps 1968, la violence de certaines séquences fut amputée par les censeurs de l'ORTF. Ainsi, on ne voyait jamais à l'écran comment « Le Rôdeur » étouffait ses victimes car l'image était supprimée dans tous les épisodes,. Dans The Chimes of Big Ben, la tentative de suicide de Nadia fut coupée. De même pour de nombreuses séquences de Free for All où le No 6 se fait gifler par la petite servante, puis rouer de coups. Enfin, l'épisode The General fut traduit par Le Cerveau, pour éviter toute confusion avec Charles de Gaulle, alors président de la République. On fit refaire la version française en remplaçant « le général » par « le cerveau » dans tous les dialogues. Cette précaution sera levée quelques années plus tard, après la mort de De Gaulle.

## Analyse
« Le Prisonnier évoque une forme de psychose schizophrénique, car l'individu lutte contre le système tout en essayant d'y échapper » : « Qu'est-ce que c'est ? » et « Qui est-ce ? » sont les deux grandes questions de la peur.

La simple formulation de telles questions implique un tremblement du réel annonçant tous les fantasmes du double, tous les symptômes de la dissociation caractéristique de la schizophrénie : soit de cette décomposition de l'âme par laquelle Maupassant définit justement la peur...
Mais c'est aussi un véritable éloge de la fuite.
Si les créateurs de cette série culte n'ont jamais souhaité s'expliquer en détail sur la portée symbolique de leur œuvre, de nombreux commentateurs y ont vu un pamphlet plus ou moins dissimulé contre les sociétés modernes. La série dystopique d'espionnage, qui est une dénonciation de la déshumanisation de la société, échappe à la Guerre froide en renvoyant dos à dos les Trente Glorieuses et l'État-providence des démocraties occidentales du Bloc de l'Ouest, comme le collectivisme et la planification des pays communistes du Bloc de l'Est, « révélant les tares et les limites de chacun ». Ces deux blocs sont ainsi dépassés au profit d'une répartition plus  universelle : l'expression du pouvoir et le comportement de l'individu face à celui-ci, entre d'un côté la complète soumission, la complaisance veule et le conformisme aveugle, de l'autre la subversion contre l'autorité, la rébellion contre son aliénation par le détournement des technologies et de la science au service des pouvoirs (caméras de surveillance en forme de globe oculaire, téléphones sans fil, le Rôdeur, centre de contrôle entièrement automatisé et au design froid et lisse…). Patrick McGoohan n'a de cesse d'alerter sur l'emprise impitoyable de services gouvernementaux sur l'individu par toute une kyrielle de méthodes sophistiquées. Très inspiré par les manipulations mentales en usage dans l'espionnage, Le Prisonnier traite de toute une batterie de techniques psychologiques complexes, comme la substitution des rôles du bourreau et de la victime qui excite effectivement des tendances schizophréniques latentes, permettant à un sujet totalement désorienté de se faire avouer lui-même. Drogues hallucinogènes, suggestion par excitation électronique du cerveau sont souvent présentes dans la série et font écho aux réels interrogatoires pratiqués, dès les années 1960, par la CIA et le KGB à l'aide de la mescaline, de la psilocybine ou du LSD[réf. souhaitée].
Le Prisonnier est aussi, fondamentalement, un plaidoyer cinglant pour la liberté de pensée de l'individu contre l'écrasante propagande d'États totalitaires froidement calculateurs et exécuteurs. La séance d'aveux pleurnichards de l'épisode "A Change of Mind" est une dénonciation magistrale de l'humiliante autocritique qui était imposée aux condamnés politiques lors des procès expéditifs des régimes staliniens des années 1960[réf. nécessaire]. Le village constitue clairement, pour les créateurs de la série, une arène où se joue un éternel duel libertaire : l'odieuse insolence et la cruauté émanant d'un pouvoir pénitentiaire occulte mené par le Numéro 2 sont combattues par l'humour grinçant du Numéro 6. McGoohan incarne cette défiance salutaire de l'individu face à une coercition totalitariste administrée et inhumaine en défendant son libre-arbitre et sa dignité d'être humain doté de droits légitimes[réf. souhaitée].

## Suites

### Adaptation en film

« Alerte jaune », expression familière de la série, quand le prisonnier dépasse une zone limite du village. Entraîne l'intervention de la sécurité.

« Alerte orange », expression familière de la série, quand le prisonnier tente de s'échapper. Entraîne l'intervention du rôdeur.

Patrick McGoohan, dans les années 1990, avait l'intention d'adapter Le Prisonnier en long métrage, mais le projet n'a jamais abouti. Ce projet de long métrage est resté dans un tiroir jusqu'à ce que Christopher Nolan, juste après la sortie de Batman Begins, évoque l'idée de réaliser ce long métrage.

### Remake
En 2009, la série a été reprise sous forme d'une mini-série en six épisodes, également intitulée Le Prisonnier. Il s'agit d'une adaptation américaine réalisée par Nick Hurran, avec Jim Caviezel dans le rôle du numéro 6, diffusée sur la chaîne câblée AMC les 15, 16 et 17 novembre 2009. Le Numéro 2 est joué par Ian McKellen.
Cependant, bien qu'ayant repris plusieurs concepts de la série d'origine tels que les numéros, la boule blanche ou l'ambiguïté de certains épisodes, la mini-série en diffère beaucoup en proposant une interprétation différente de celle de Patrick McGoohan. Cette mini-série ne serait donc pas un remake de la série Le Prisonnier, mais plutôt une reconnaissance et un hommage.

### Explications de Patrick McGoohan
Patrick McGoohan s'expliquera en 1977 sur la série lors d'une demi-heure d'entretien accordé à la télévision canadienne TVOntario, invité par le présentateur Warner Troyer.

## Dans la culture populaire

### Télévision
- Chapeau melon et bottes de cuir, saison 6, épisode Étrange Hôtel (Wish You Were Here). Tara King part rejoindre son oncle dans l'hôtel où ce dernier passe ses vacances. L'hôtel est confortable, luxueux... mais il est impossible d'en sortir sous peine d'être victime de « malencontreux accidents » (escaliers glissants, voitures à démarrage douteux...). L'épisode est réalisé par Don Chaffey, qui a également réalisé certains épisodes du Prisonnier, comme L'Arrivée.
- 1990 : Histoire(s) de la télévision, mini-série du groupe comique Les Nuls. Le personnage de Gilou Gilet, interprété par Dominique Farrugia, manifeste à plusieurs reprises sa passion pour Le Prisonnier. Dans le dernier épisode, Et la télé inventa le dernier épisode, le spectateur découvre que les protagonistes de la série sont en fait prisonniers du Village. La dernière scène a été effectivement tournée à Portmeirion par Alain Chabat, Dominique Farrugia et Chantal Lauby[43], et la toute dernière image reprend le gimmick pré-générique du Prisonnier : les visages des Gilet surgissent à l'écran derrière des barreaux, tout comme celui du Numéro Six.
- 1995 : L'Homme de Nulle part (Nowhere Man). Le sujet de départ et l'ambiance paranoïaque peuvent rappeler celui de la série de Patrick McGoohan. Thomas Veil, le héros de l'histoire, se retrouve en effet prisonnier, dans un épisode, d'un mystérieux village où, sous une attitude bon enfant, on impose aux habitants certaines règles, de même que dans le Village. Dans un autre épisode, Thomas Veil se retrouve envoyé vers un camp d'entraînement militaire. Lui et ses compagnons se voient chacun attribuer un numéro, et Veil hérite du numéro 6.
- Les Simpson :
  - saison 9 épisode 14, Un coup de pied aux cultes (1998). Marge est poursuivi par un rôdeur (ballon gardien).
  - saison 12 épisode 6, Le Site inter (pas) net d'Homer (2000). En partie une parodie de la série.
- 2001 : L'homme invisible, saison 2 épisode 15, Les Prisonniers (A Sense of Community). L'épisode réutilise l'idée d'une communauté d'espions mis à la retraite et cloîtrés.
- 2010 : Persons Unknown. Des personnes ne se connaissant pas se retrouvent prisonnières d'une ville américaine coupée du reste du monde, sans possibilité de s'échapper, sous le regard de caméras. L'ambiance paranoïaque est de mise. Un des personnages féminins porte, dans un épisode, la même tenue vestimentaire que le Numéro 6.

### Cinéma
- 1997 : Double Team. Le personnage joué par Jean-Claude Van Damme se retrouve prisonnier dans une île qui reprend le même concept que « Le Village ».

### Musique
- Le groupe de heavy metal britannique Iron Maiden, dont les membres (et en particulier Steve Harris et Bruce Dickinson) sont admirateurs de la série, lui ont rendu hommage dans une chanson intitulée The Prisoner, sortie en 1982 sur l'album The Number of the Beast. Les textes de la chanson retracent ouvertement l'intrigue de la série et un extrait de celle-ci (l'accroche du générique) paraît même en exergue. En 1984, le groupe réitère son hommage au travers de la chanson Back in the Village (Retour au Village) sur l'album Powerslave.
- La musique du Prisonnier, due au compositeur australien Ron Grainer, est reprise par The Clash dans le titre The Prisoner.
- Le clip de See those eyes du groupe de musique de new wave originaire de Glagow, Altered Images, a été tourné à Portmeirion et reprend le thème de la série[44].
- Quelques extraits de répliques de la série sont utilisés dans l'album Mes Mauvaises Fréquentations du chanteur français Philippe Katerine : « Oh je sais c'que vous pensez d'moi » et « C'est pour votre bien mon ami, croyez-moi » (extrait de l'épisode 2, dans le morceau intitulé Le Manteau de Fourrure), ainsi que « Parfait, sujet mal adapté, complexe de culpabilité se traduisant par une agressivité obsessionnelle » (dans le morceau La Joueuse).
- La vidéo promotionnelle de la chanson The Man Who Sailed Around His Soul du groupe de pop anglais XTC, publiée en 1986 dans l'album Skylarking, a été tourné à Portmeirion à l'occasion d'une émission TV. Outre la reprise des décors, les musiciens portent le même costume que numéro 6.

### Bande dessinée
- 2003 : The Prisoner: Shattered Visage, publié par DC Comics. Cet album de Dean Motter et Mark Askwith (en) se veut une suite officielle de la série[45].

## Autour de la série

### Commentaires
À la fin de la série, le Numéro 6 s'évade pour rentrer chez lui comme toute personne qui, ayant fini sa journée de travail, retrouve son logement douillet pour se ressourcer. Selon Gilles Visy, dans ce dernier épisode, « le Numéro 6 jouera métaphoriquement une partie d'échecs contre l'énigmatique Numéro 1 via le Numéro 2. Ce n'est pas sans rappeler le chevalier du Septième Sceau qui combat la mort sur l'échiquier de la vie ».
Patrick McGoohan avait auparavant joué dans une série d'espionnage « normale » qui avait eu un succès international : Destination Danger (Danger Man, en version originale).

De cette série au Prisonnier, il ne change rien : ni son appartenance initiale aux services secrets, ni sa coiffure, ni son style.

Tout se passe comme si on cherchait à nous faire comprendre que le Prisonnier est John Drake, ce qui accroît l'impression de basculement du réel que la série cherche — et réussit — à donner. En réalité, le spectateur ne sait rien du prisonnier : juste qu'il est né le 19 mars 1928 (saison 1, épisode 1) : c'est le seul renseignement qu'il concède à ses geôliers. Il s'agit de la véritable date de naissance de l'acteur.
« La voiture de Numéro 6 était une Lotus Super 7 S2 Cosworth (immatriculée KAR120C), elle ouvrait tous les épisodes de la série. Pour le dernier épisode, la première Lotus KAR120C ayant été revendue en Australie au début de 1967 (avant d’être finalement détruite dans un accident) et la seconde, immatriculée LCK88D, appartenant à un certain Frank Rycroft qui l'a revendu peu après le tournage,, il a été demandé à Caterham Cars de récréer une troisième voiture sur la base d'une S3 pour permettre à N° 6 de s'enfuir à son bord… enfin libre ! »
Pour l'anecdote, le village-hôtel de Portmeirion est utilisé dans les épisodes « Le paysage qui accuse » et « Enterrons les morts » de Destination Danger (Danger Man en version originale). Le thème du double (Schizoïd Man) avait également été utilisé dans Destination Danger. L'épisode de la deuxième saison de Destination Danger La ville fantôme (Colony Three) évoque une ville pour l'entraînement d'agents secrets ennemis dont on ne s'échappe pas et qui n'existe sur aucune carte.

### Antécédents

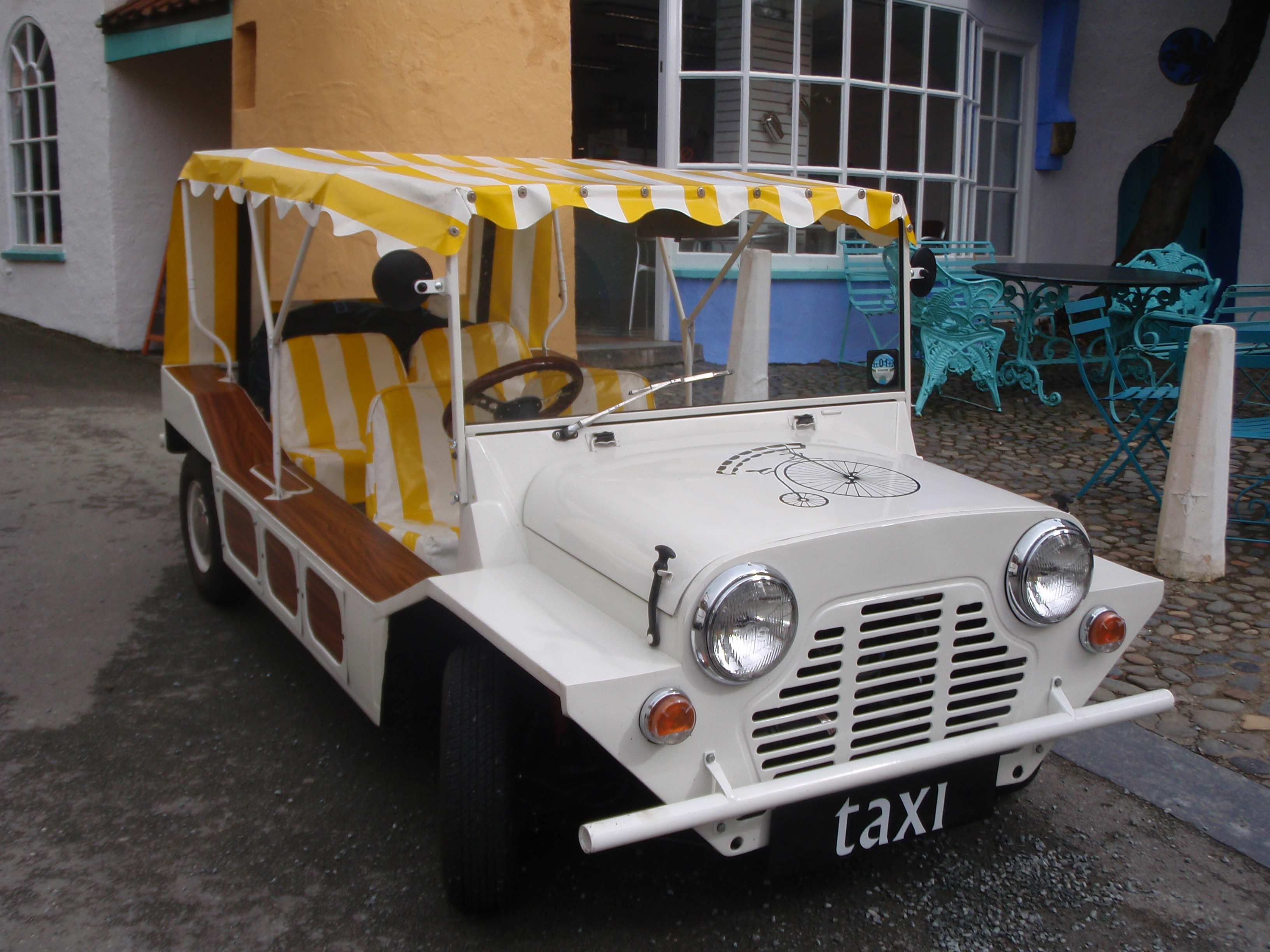
Une des Mini Moke du village.

Le thème d'un agent secret placé dans un environnement dont la logique semble absurde et qui lutte pour garder sa santé mentale avait déjà été évoqué dans trois films auparavant :
- La Chatte sort ses griffes, d'Henri Decoin (1960), où on effectue un lavage de cerveau du même genre à une femme agent des renseignements français, soumise à un traitement qui la dépersonnalisera.
- Alphaville, de Jean-Luc Godard (1965), sous-titré Une étrange aventure de Lemmy Caution, avec Eddie Constantine, qui avait lui aussi interprété auparavant des rôles d'agent secret dans des films d'espionnage conventionnels.
- Ipcress, danger immédiat (The IPCRESS file), de Len Deighton (1965), où on soumet un agent secret (interprété par Michael Caine) à une perte de repères afin de le déstabiliser.

## Produits dérivés

### DVD
Éditeur TF1 VIDEO :

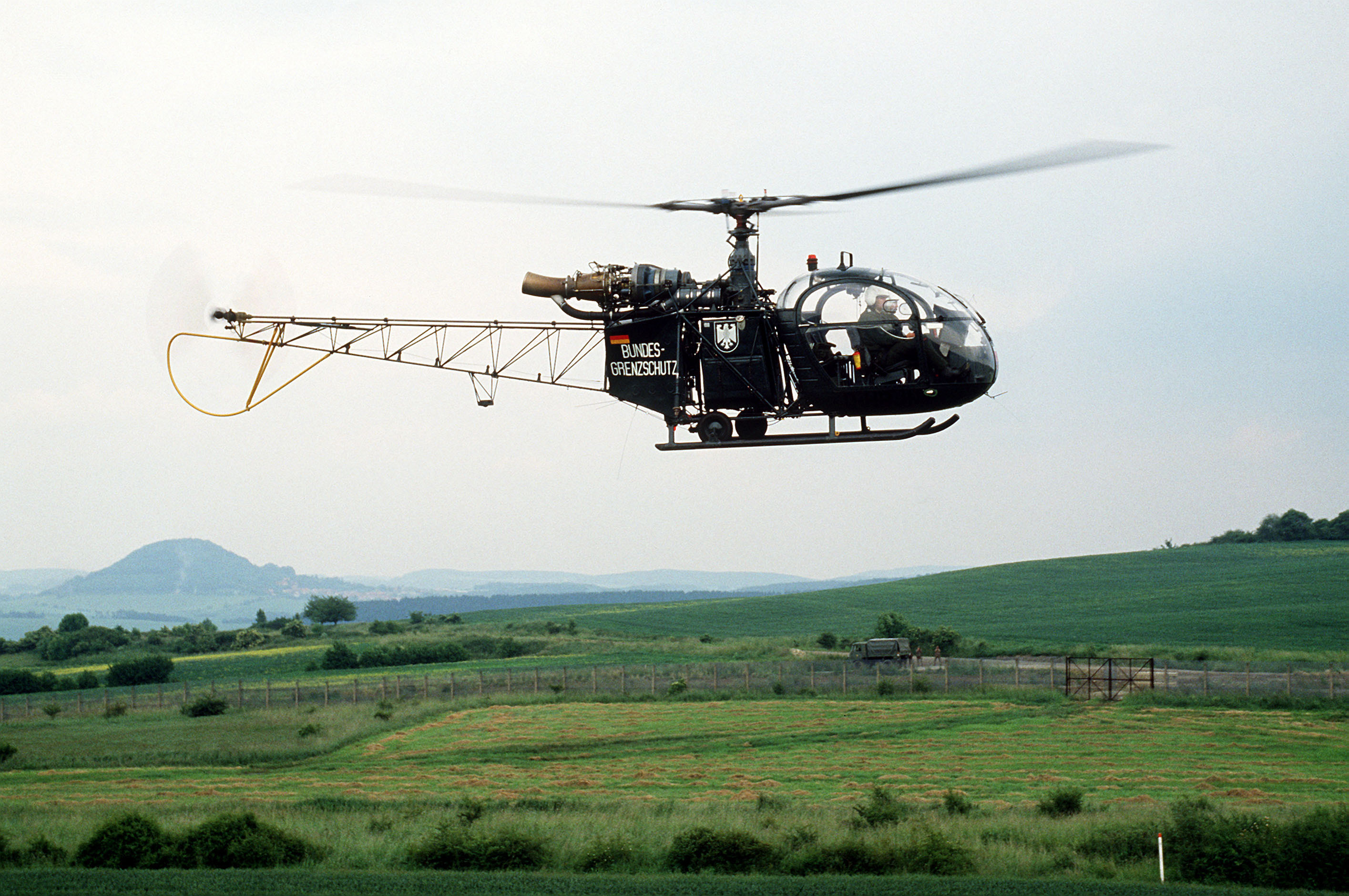
Hélicoptère Alouette II semblable à celui utilisé par les autorités du village, toutefois sans les capacités d'amerrissage.

- Le Prisonnier : coffret 6 DVD (8 novembre 2000)
- Le Prisonnier : coffret 6 DVD (26 avril 2007) ASIN B000PUB9NM
- Le Prisonnier : coffret 7 DVD (14 octobre 2009) Image remastérisée, nouvelles pistes son 5.1
- Le Prisonnier : coffret 7 DVD (2 novembre 2018), réédition sous un nouveau visuel du précédent coffret

### Blu-ray
Éditeur TF1 Vidéo :
- Le Prisonnier : coffret 5 Blu-ray (23 octobre 2013) Images restaurées à partir des éléments 35 mm d’époque

#### Études
- [Carrazé et Oswald 1989] Alain Carrazé et Hélène Oswald, Le Prisonnier, chef-d'œuvre télévisionnaire (précédé d'un entretien avec Patrick McGoohan), Paris, NéO, coll. « Huitième art », 1989 (réimpr. 1991), 1re éd., 1 vol., 242, ill., 22 × 29 cm (ISBN 2-7304-0535-6, EAN 9782730405355, OCLC 417446963, BNF 35101556, SUDOC 006992951).
- Patrick Ducher et Jean-Michel Philibert, Le Prisonnier - Une énigme télévisuelle, 2003, Yris, Collection « Télévision en séries ». Nouvelle édition sortie en 2011.
- [Sérisier 2013] Pierre Sérisier, Le Prisonnier : sommes-nous tous des numéros ?, Paris, Presses universitaires de France, hors coll., avr. 2013, 1re éd., 1 vol., 144, ill., 12,5 × 19 cm (ISBN 978-2-13-060761-8, EAN 9782130607618, OCLC 842467128, BNF 43569420, DOI 10.3917/puf.seris.2013.01, SUDOC 168863766, présentation en ligne, lire en ligne).
- [Valéry 1993] Francis Valéry, Le Prisonnier : retour au village, Pézilla-la-Rivière, Car rien n'a d'importance, coll. « Le guide du téléfan », 1993, 1re éd., 1 vol., 92, ill., 21 cm (ISBN 2-87795-037-9, EAN 9782877950374, OCLC 489907845, BNF 35836935, SUDOC 005034698).
- Jacques Baudou et Christophe Petit, Les Grandes Séries britanniques, Paris, NéO, coll. "Huitième Art", 1994.
- S. Benasi, Série et feuilletons TV : Pour une typologie des fictions télévisuelles, Liège, 2000, Éditions du Céfal
- Florence Livolsi, « L'énigme du Prisonnier », maîtrise d'études cinématographiques et audiovisuelles, Paris 1- Panthéon Sorbonne, 1989
- Guillaume Granier, « A study of the television series The Prisoner », mémoire de maîtrise d'anglais, Université de Tours, 2001.
- Norbert-Bertrand Barbe, Patrick McGoohan's The prisoner, Collection « Indispensables » No 9, Bés Éditions, 2004,  (ISBN 2-84733-061-5)
- Norbert-Bertrand Barbe, Le Prisonnier - Du Moi à l'Être - Essai d'interprétation objective, Le Rôdeur, Ire partie : n°16, décembre 1995, p. 40-43 ; IIe partie : n° 17, juillet 1996, p. 23-27 ; IIIe partie : n° 18, janvier 1997, p. 29-32

#### Littérature
- Thomas M. Disch, Le Prisonnier (The Prisoner, 1969).